# Sally Crute
Sally Crute (27 de junio de 1886 – 12 de agosto de 1971) fue una actriz teatral y cinematográfica de estadounidense, activa en la época del cine mudo.

## Biografía
Su verdadero nombre era Sally C. Kirby, y nació en Chattanooga, Tennessee. Habitualmente escogida para hacer en el cine papel de viudas o de mujeres encantadoras y vampiresas, fue empleada de los Edison Studios, siendo primera actriz con Harold Lockwood, Joseph Burks, y Frank Lyon, entre otros artistas.
En In Spite of All (1915) hizo el papel de Stella, una famosa bailarina que atrae al héroe del film. en Her Vocation (1915), fue una aventurera periodista, en un reparto en el cual se incluía a Augustus Phillips. Como Lucille Stanton, en When Men Betray (1918), Crute interpretó a una seductora.
Tras dejar el cine en 1925, Crute volvió a los rodajes al siguiente año, rodando The Ace of Cads, con Adolphe Menjou, y Tin Gods, con Thomas Meighan.
Sally Crute falleció en 1971 en Miami, Florida.

## Selección de su filmografía
- Blue Jeans (1917)
- Eye for Eye (1918)
- The Poor Rich Man (1918)
- Atonement (1919)
- Even as Eve (1920)
- Blind Wives (1920)
- Miss 139 (1921)
- His Children's Children (1923)
- A Little Girl in a Big City (1925)
- The Half-Way Girl (1925)
- Ermine and Rhinestones (1925)
- Tin Gods (1926)
- The Ace of Cads (1926)